# سیگما اس‌دی۱۰
سیگما اس‌دی۱۰ (به انگلیسی: Sigma SD10) یک دوربین عکاسی ساخت شرکت سیگما است.